# Austin Apache
La Austin Apache è una berlina prodotta dalla casa automobilistica britannica Austin Motor Company (poi BMC) tra il 1971 ed il 1978.
L'Apache è stata l'ultima auto della famiglia BMC ADO16 prodotta in serie. Il produttore spagnolo Authi costruì anche una versione autoctona dell'auto, chiamata Austin Victoria, nel suo stabilimento di Pamplona tra il 1972 e il 1975.

## Descrizione

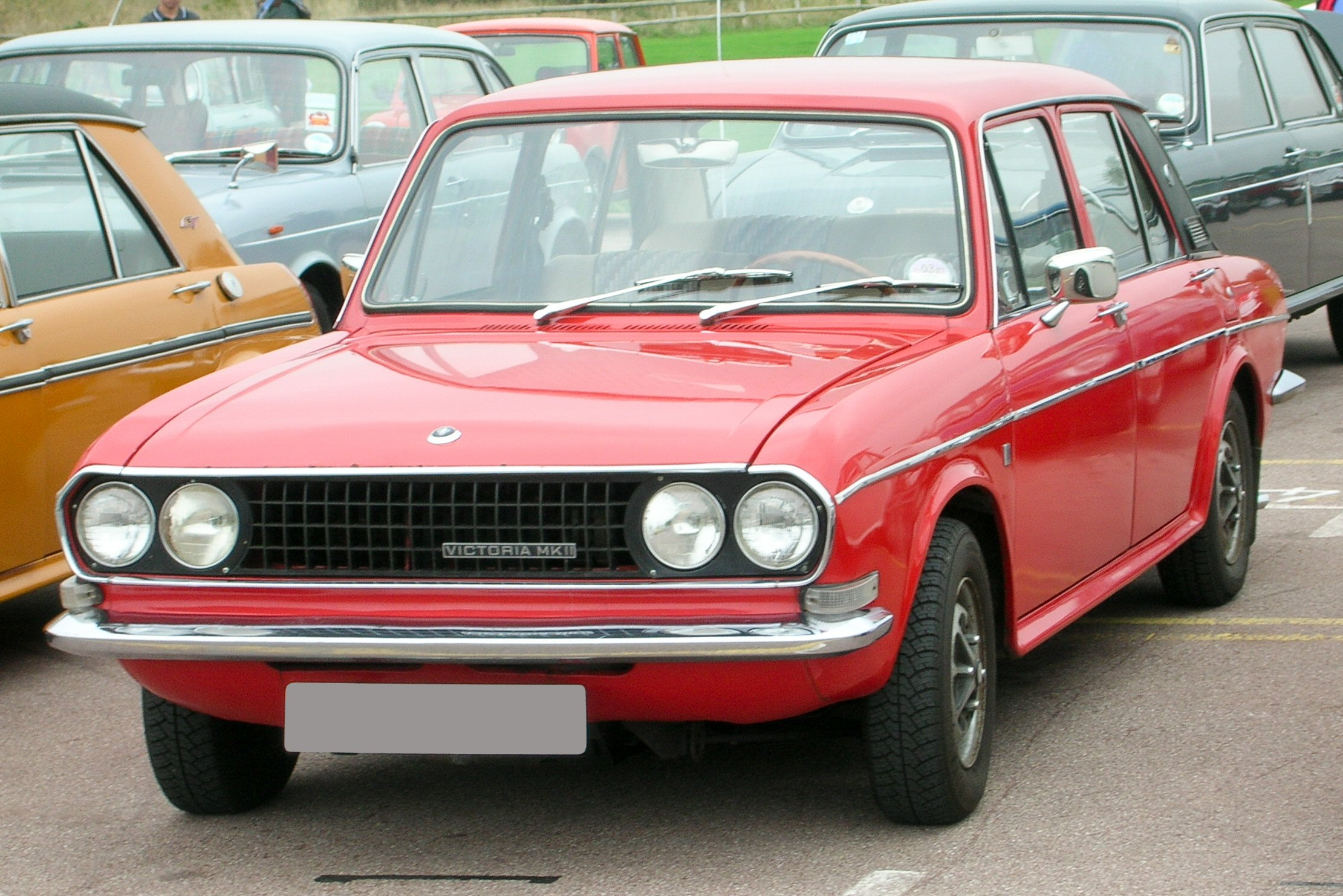
Austin Victoria MKII De Luxe 1973

L'auto venne disegnata da Michelotti ed era basata sul telaio e su altre componenti della Austin/Morris 1100. I dirigenti della Leykor videro il prototipo di Michelotti in Inghilterra e lo scelsero per la produzione in Sudafrica, dove le vendite della ADO16 erano in diminuzione. Mentre la struttura centrale dell'auto era quella della Austin/Morris 1100, lo stile anteriore e posteriore erano completamente nuovi, disegnati (in particolare nella parte posteriore, dove il bagagliaio era a tre volumi) per assomigliare a una Triumph 2000/2500 in scala ridotta. Le luci posteriori e le sezioni esterne del paraurti posteriore erano le stesse utilizzate dalla Triumph 2000/2500.
Nel 1973 l'Apache ricevette un piccolo restyling. Sempre nel 1973 fu aggiunto alla gamma il modello sportivo TC. La potenza era maggiore e toccava i 75 CV (55 kW) a 5800 giri/min, rispetto ai 63 CV (46,2 kW) a 5250 giri/min per le versioni 'normali'. La TC inoltre rispetto alle altre aveva cerchi Rostyle, il tetto in vinile, il contagiri e un volante sportivo. Tutte le versioni dell'Apache e della Victoria utilizzavano la versione da 1275 cm³ del quattro cilindri della serie A prodotto dalla BMC.